# 李茂生 (法學家)
李茂生（1954年10月1日—），台灣刑法學者，國立臺灣大學法律學院特聘教授、日本一橋大學法學博士。曾經主導台灣少年事件處理法的修正、創建了少年矯正學校制度，被譽為「台灣少事法之父」。

## 經歷
國立臺灣大學法律學系學士、碩士。碩士畢業後赴日本留學，原先就讀東京大學，因無法達到東京大學指導教授的認可標準及黃東熊教授之故而無法取得學位，在原指導老師的聯絡與幫助下轉到一橋大學，師從福田雅章，於1991年以86萬字的博士論文〈日本戰後行刑思想史〉獲得一橋大學刑事法學博士，為一橋大學創校以來所頒授的第八個博士、第一個外國人博士。
李茂生在服兵役時曾於看守所擔任預官，目睹監獄內少年因拒絕偷竊而遭輪暴的場景，而決心鑽研監獄學；其後主導1997年與2019年台灣少年事件處理法的修正，創建了少年矯正學校制度，使台灣少年犯罪人數從每年平均12,000人降至8000人次，而被外界譽為「少事法之父」。
李茂生的興趣非常廣泛，年輕時曾經利用Fortran寫出滑雪的電腦遊戲。
李茂生於國立臺灣大學法律學院任教將近32年，教學風格活潑，雖多諷刺戲謔之語，然實寓其刑法思想於其中。於2023年1月正式退休，轉任兼任教授。他自嘲若從學生時期算起，「從1973年到2023年，與台大近半個世紀的糾纏終於要結束了。」
2021年接任社團法人台灣冤獄平反協會理事長，直至2024年8月卸任，繼任理事長為羅秉成。

## 學說

### 刑法
李茂生於刑法上主張的客觀說，在三階理論中，是將主觀要件的判斷，延後到第3階段的「有責性」的判斷階段；在第1階段的「構成要件該當性」、第2階段的「違法性」的判斷階段，都只考慮犯罪的客觀條件，這樣可以避免被告的主觀意思被任意扭曲。
於醫療過失案件上，李茂生認為醫療人員應該要病患負起更大責任，例如：以往醫療體系認為只要取得「患者的同意」、「患者家屬的同意」或更離譜的「患者相關人士的同意」，手術成功與否都可以免責；事實上，法律對醫療行為會依序審視目的、手段及均衡的正當性，而患者的同意則屬於均衡性的判斷；倘若目的、手段即已違法，則不論患者是否同意，也無濟於事。因此認為應以制度和判例要求提升醫療人員的責任，並減少醫療人員能操作的防衛醫療空間。

### 刑事政策
在少年案件上，李茂生認為「身陷司法的少年需要的不是責罵、究責，而是成人的伴同以及自我表達權的保障」，推動輔導少年罪犯培養基本學力以及營生能力，以期早日復歸社會。
於犯罪預防上，李茂生認為「刑期越重，受刑人越無法更生」是刑事政策上不爭的事實，指出強制工作的保安處分早被證明沒有改善犯罪人的功能、本質僅是單純附加惡害的刑罰。
在死刑論述上，李茂生則以傅柯、阿岡本的理論為出發點，指出刑罰在國家權力機制上扮演的角色：國家與司法系統藉由刑罰鞏固自身統治的權力，而未社會化的犯人則是祭祀所犧牲的畜生，「在刀起刀落中看著人頭落地，心中產生出自虐性的愉悅，我們稱之為正義。」李茂生認為刑法只有事後處理機能，死刑是為了鎮壓秩序、避免社會動亂；「殺掉一個人就可以減少一個禍害」，卻並無法消解被害人或其家屬的痛苦。社會需要超越群眾憤怒、看穿統治權力對大眾的操弄，才能思考新的運作機制。

## 發言與爭議
李茂生為少數活躍於公共領域發言的刑事法學者，因其反對死刑的立場，且常對社會議題發表戲謔、反諷言論，多有媒體轉載其Facebook貼文，亦常因言論引發社會爭議。
- 2016年8月31日，為了不當黨產委員會主委顧立雄怒飆記者一事，李茂生在臉書上力挺顧，槓上草協聯盟發起人徐巧芯，甚至以諷刺語氣表示，「至於巧巧巧巧我愛你的回應，我不做任何評論。其實是懶得評論。不過，我真的是好愛你喔」[9]。
- 2016年9月7日，針對勇夫何柏翰勒斃闖空門竊賊一事，李茂生表示出問題的是「侵入者已經失去反抗能力後的行為」。「說真的，如果這是考題，標準答案或許是未必故意的殺人。一方面絞首，一方面向警察說『他快死了』，這句話就是個完整的自白。法官已經夠委婉了。」，並引述民法149條「但已逾越必要程度者，仍應負相當賠償之責」。還認為大部分的網友不用大腦[10]。
- 李茂生日前在臉書PO文酸航空公司「實在不會做生意，（商務艙）位置空著也沒人坐，讓我展現一下當老公的氣魄，也沒有損失啊」。「宅神」朱學恒則在臉書轉貼李茂生的PO文，酸他「錢不夠就認真去賺！憑什麼華航要把空位給你特權升等？」。[11]
- 台大法律系教授李茂生穿著條短褲遇到女警詢問事情，以及問他是「幹什麼的」，他一時「氣衝腦門」，回了句「我是臺大法律的教授，妳最好不要惹我」，女警聞言隨即致歉，掉頭就走。依據《警察職權行使法》，需要是受檢人有犯罪事實等特定事由，警察才能臨檢，否則，民眾得以拒絕臨檢。[12]
- 李茂生曾表示前旅美球星陳金鋒無法站穩美國大聯盟的其中一個原因是英文能力不足，引起網友與學者的批評。後來李茂生表示「溝通能力、種族等也會發揮影響實力的作用，但終究只是配角而已」。[13]

## 外部連結
- 李茂生的Facebook專頁
- 李茂生的部落格：死刑四論 （页面存档备份，存于）
- 百人連署，要求停止死刑 （页面存档备份，存于）
- 國立台灣大學法律學院李茂生教授 （页面存档备份，存于）－介紹李教授的專精、研究。